# Viktor Ugriumov
Viktor Ugriumov, född den 19 augusti 1939 i Chabarovsk i Ryssland, är en sovjetisk ryttare.
Han tog OS-brons i den individuella dressyren i samband med de olympiska ridsporttävlingarna 1980 i Moskva.